# 小行星4761
小行星4761（英語：4761 Urrutia）是一颗围绕太阳公转的小行星。1981年8月27日，H.-E. Schuster在拉西拉天文台发现了此天体。
这颗小行星的绝对星等为332.68699等。